# (212631) Hsinchu
(212631) Hsinchu est un astéroïde de la ceinture principale.

## Description
(212631) Hsinchu est un astéroïde de la ceinture principale. Il fut découvert le 14 octobre 2006 à l'observatoire de Lulin par Ye Quan-Zhi et Chi-Sheng Lin. Il présente une orbite caractérisée par un demi-grand axe de 3,07 UA, une excentricité de 0,06 et une inclinaison de 9,1° par rapport à l'écliptique.